# Piera Aiello
Piera Aiello (pronunciació en italià: /ˈpjɛːra aˈjɛllo/; Partanna, 2 de juliol de 1967) és una política i informant de la policia italiana, coneguda per la seva posició contra la màfia. És membre de la Cambra dels Diputats. L'any 2019 va ser nomenada una de les 100 dones més influents per la BBC.

## Biografia
Aiello va néixer a Partanna, Sicília, l'any 1967. Al 1985, quan era encara adolescent, la van obligar a casar-se amb Nicola Atria, fill d'un cap de la Màfia. El seu sogre, Vito Atria, va ser assassinat nou dies després de les noces. Ella no estimava el seu marit i prenia la píndola per evitar quedar-se embarassada, però el seu marit se'n va assabentar i la va violar. El 1991, Atria va ser assassinat en presència d'ella i de la seva filla de tres anys. Va decidir denunciar als assassins del seu marit, una decisió que va ser recolzada per la seva cunyada Rita Atria i el magistrat antimàfia Paolo Borsellino. Borsellino va ser assassinat també en l'atemptat de Via D'Amelio el 19 de juliol de 1992, amb prou feines dos mesos després de la mort del seu col·lega Giovanni Falcone.
La mort de Borsellino va afectar molt a Piera, però Rita estava desesperada i es va suïcidar caient des d'un setè pis al cap d'una setmana. Només tenia 17 anys. Aiello es va sentir abandonada; en una setmana havia perdut els seus dos únics suports, i a causa d'això va adoptar una altra identitat, per tal de protegir-se a si mateixa i a la seva família de les represàlies de la Màfia. Les proves aportades per Rita Atria i Aiello, juntament amb altres testimonis, van causar la detenció de diversos membres de la Màfia i a una recerca i captura del polític Vincenzo Culicchia, que havia estat alcalde de Partanna durant trenta anys.
Es va casar novament l'any 2000. El seu marit coneixia el seu passat. De tant en tant donava xerrades sobre la seva història per a la policia a les escoles, però el seu rostre i el seu nom eren sempre ocultats. Quan la seva filla era adolescent, va trobar a l'àtic unes pintures que havia fet la seva mare i que estaven signades amb el seu antic nom. Li va explicar a la seva filla tota la història i es va adonar que necessitava ser més activa, per la qual cosa, encoratjada per la seva filla, va decidir acceptar una oferta del Moviment 5 Estrelles i presentar-se per a un càrrec polític.
A causa de les amenaces de la Màfia, quan es va presentar a les eleccions a la Cambra dels Diputats pel Moviment 5 Estrelles, va usar un vel per protegir la seva identitat. La va sorprendre que, malgrat ocultar el seu rostre, fos triada per una zona de Sicília coneguda per ser dominada per la Màfia. Una cop va ser triada, la que fins llavors només era coneguda com la Dama Fantasma va desvetllar el seu rostre el 13 de juny de 2018 i va mantenir els seus principis. En l'actualitat és defensora de les persones que informen sobre la Màfia amb l'esperança de poder protegir-los a ells i a les seves famílies.
En 2019 va ser nomenada una de les 100 dones més influents de l'any per la BBC.